# 拉馬斯 (秘魯)

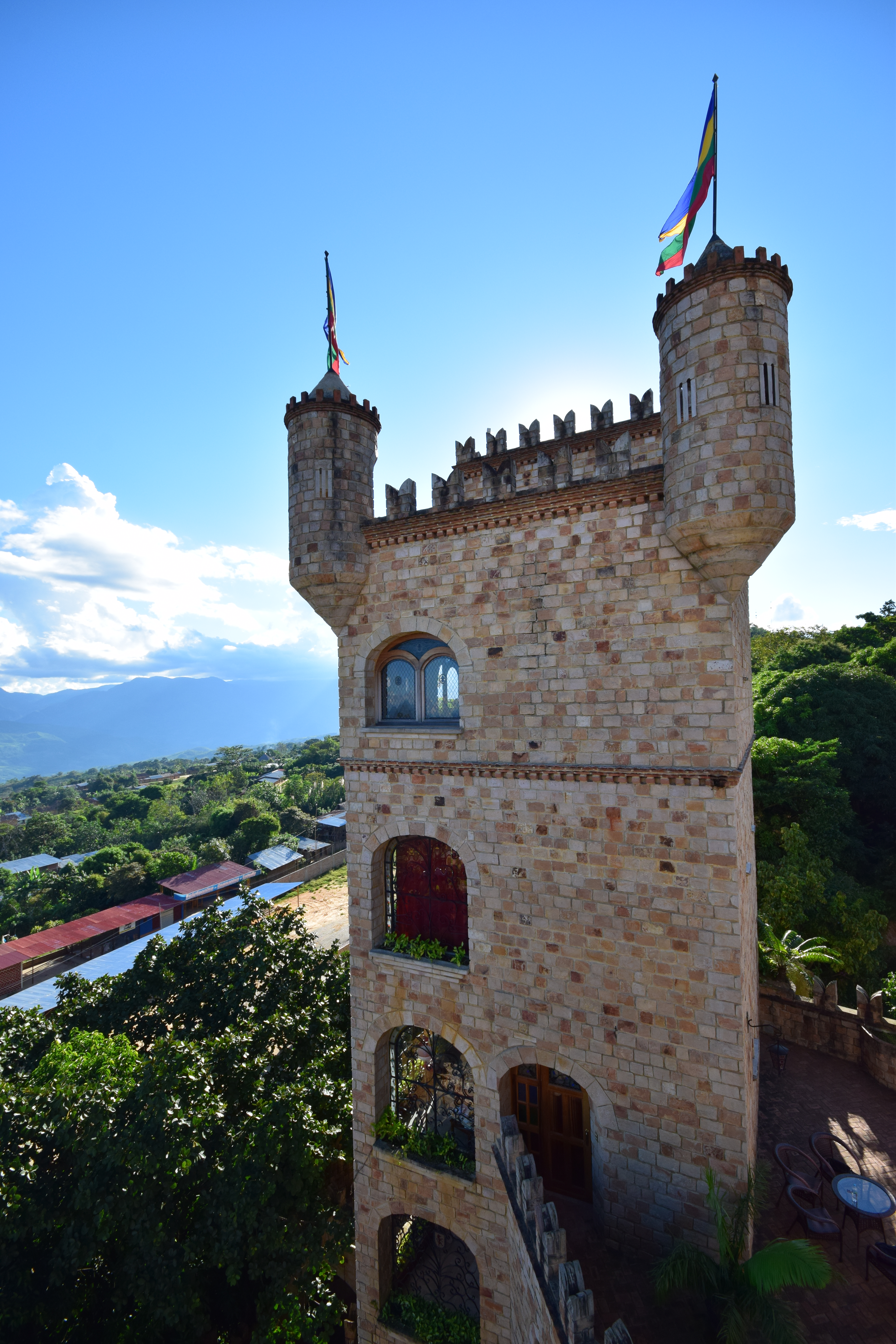
拉馬斯的城堡

拉馬斯（西班牙語：Lamas），是秘魯的城鎮，位於該國中北部聖馬丁大區，是拉馬斯省的首府，距離塔拉波托20公里，面積19.89平方公里，海拔高度310至920米，1993年人口15,156。